# Ardeshir
Ardeshīr, Ardashīr, or Ardashēr (persiska: اردشير) är ett persiskt mansnamn som betyder "han vars styre är genom arda (sanning). 

## Personer med namnet
- Ardashir I Papagan den första kungen och grundaren av den sassanidiska dynastin.